# Gázi iraki király
Gázi (Mekka, 1912. március 21. – Bagdad, 1939. április 4.) 1933-1939 között Irak második királya, I. Fejszál fia. Négyéves fia, II. Fejszál követte a trónon azután, miután Gázi autóbalesetben elhunyt. A Hásimita dinasztia tagja volt.

## Élete
1912-ben született Fejszál emír egyetlen fiaként. Gázi gyermekkorában nagyapja, Husszein bin Ali mellett maradt, miközben apja utazásokkal és katonai kampányokkal foglalkozott a törökök ellen.
Gázi felnőttkorára tapasztalan és szégyenlős fiatalember lett. Apja háborúval Szíria királyává nyilváníthatta magát, ám az országba bevonuló francia sereg lemondatta Fejszált a trónról. Egy év múlva édesapját Irak királyává választották, Gázi pedig iraki trónörökös lett.
Gázi 1933-ban Simelébe ment, hogy győztes színeket nyújtson át a katonai és törzsi vezetőknek, akik augusztus 11-én részt vettek az asszíriaiak Simele mészárlásában és otthonuk fosztogatásában.
1933. szeptember 8-án I. Fejszál király elhunyt, és I. Gázit iraki királlyá koronázták. Ugyanezen a napon Gázit kinevezték az iraki királyi haditengerészet flottájának admirálisává. Támogatta Bakr Sidqi tábornokot puccsában, amely a polgári kormányt katonai kormányzattal váltotta fel.

## Gyermeke
- Feleségétől, Alija (1911–1950) hedzsászi hercegnőtől, Ali hedzsászi király lányától, 1 fiú:
  - Fejszál (1935–1958), II. Fejszál néven 1939-től Irak királya, nem nősült meg, 1 házasságon kívüli gyermek

## Halála

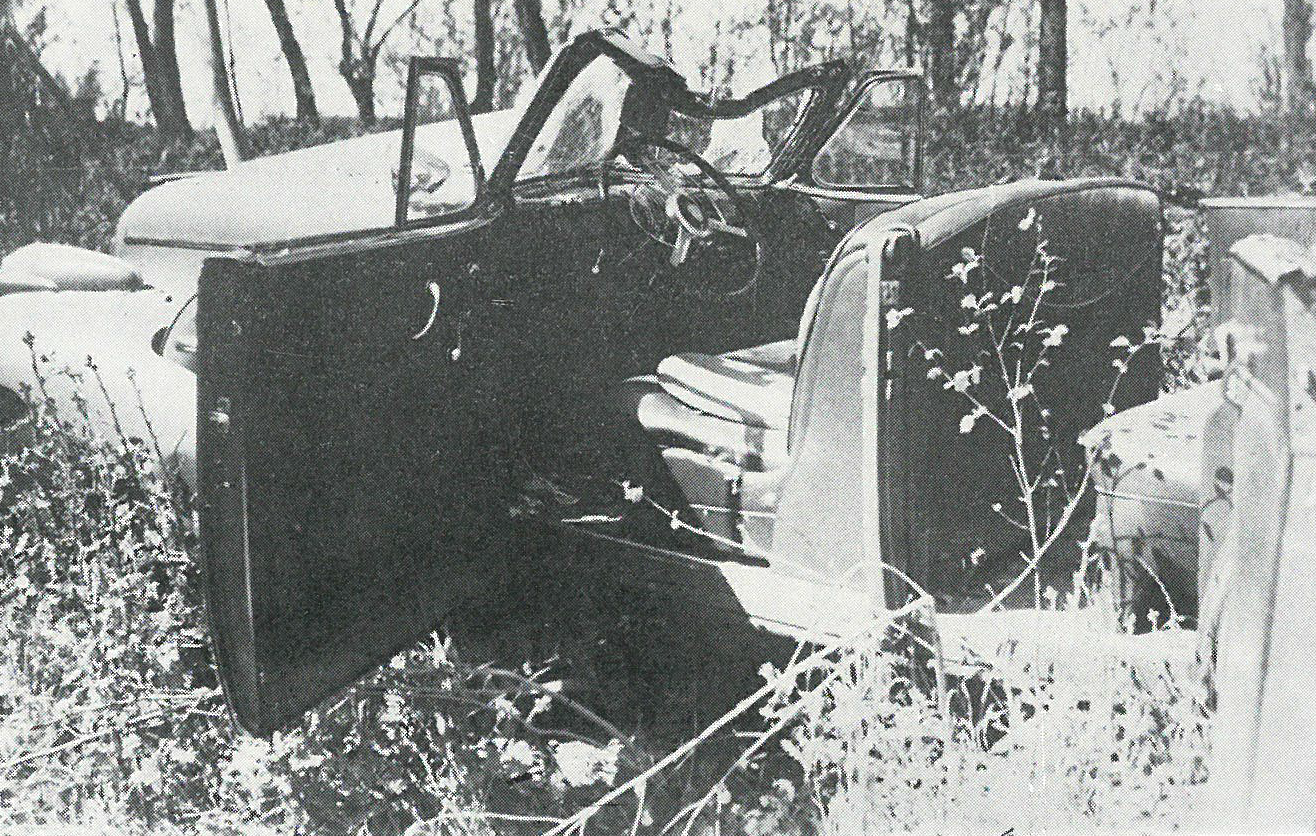
Gázi autója a baleset után

1939-ben halt meg autóbalesetben. Ma'ruf al-Rusafi és Safa Khulusi tudósok szerint Gázit Núri asz-Szaíd miniszterelnök parancsa alapján meggyilkolták, Irak és Kuvait egyesítésére irányuló tervei miatt.
A következő iraki király a kiskorú fia, II. Fejszál lett. Mivel gyermek ült a királyi trónon, így nagybátyja, 1953-ig Abd al-Ilah kormányzóvá lépett elő.

## Kitüntetései
- Grand Order of the Hashimites[1]
- Honourable Order of the Two Rive
- Supreme Order of the Renaissance
- Order of Pahlavi
- Order of Muhammad 'Ali of Egypt
- Royal Order of the Seraphim